# USS Tautog (SSN-639)
Pour les articles homonymes, voir USS Tautog.
L'USS Tautog (SSN-639) était un Sous-marin nucléaire d'attaque de classe Sturgeon, le second navire de l'United States Navy ainsi nommé du nom du poisson Tautog (en).

## Historique
Tautog a été mis en service en 1961 et installé à Ingalls Shipbuilding au début de 1964. Le bateau a été mis à l'eau en avril 1967 et mis en service en août de l'année suivante. La marraine du bateau était la femme d'Albert Arnold Gore, Sr..
Le bateau a fait ses premiers essais de conduite depuis Pearl Harbor. Au début de 1969, les premières réparations ont été effectuées au Puget Sound Naval Shipyard and Intermediate Maintenance Facility, entre autres le générateur diesel défectueux devait être remplacé. Le bateau était alors prêt à l'emploi au milieu des années 1970.

## Accident
Le 20 juin 1970, Tautog a opéré devant la base sous-marine de la marine soviétique de Petropavlovsk-Kamtchatski. Le bateau voulait poursuivre le K-108 sortant, un sous-marin de classe Echo II. Durant cette poursuite, les deux bateaux se sont violemment heurtés. Immédiatement après, le Tautog s'est enfui et des bruits ont pu être entendus suggérant que le K-108 avait coulé. Lorsque Tautog est arrivé à Pearl Harbor, des morceaux entiers d'une des hélices du sous-marin soviétique ont été retrouvés dans les restes du kiosque du Tautog. Ce n'est que 30 ans plus tard que l'on apprend, en Occident, que le K-108 a survécu à l'incident et a atteint son port d'attache sans pertes.

## Hors service
En 1997, Tautog a été mis hors service. La démolition du bateau a commencé en 2003 et s'est achevée à la mi-2004. Seule le kiosque a été conservé et est exposé dans le Seawolf Park à Galveston au Texas.

## Galerie

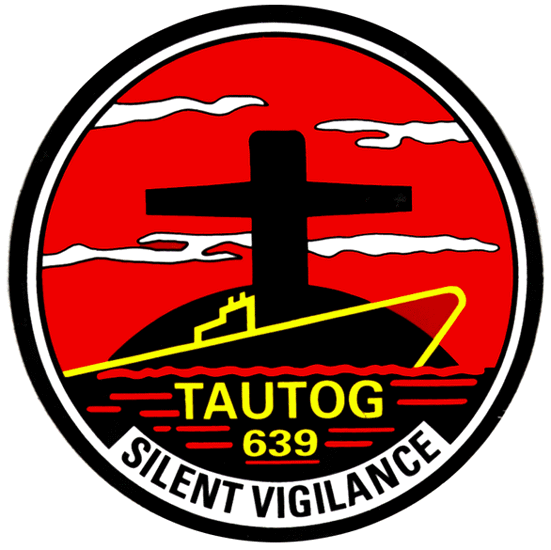
Insigne
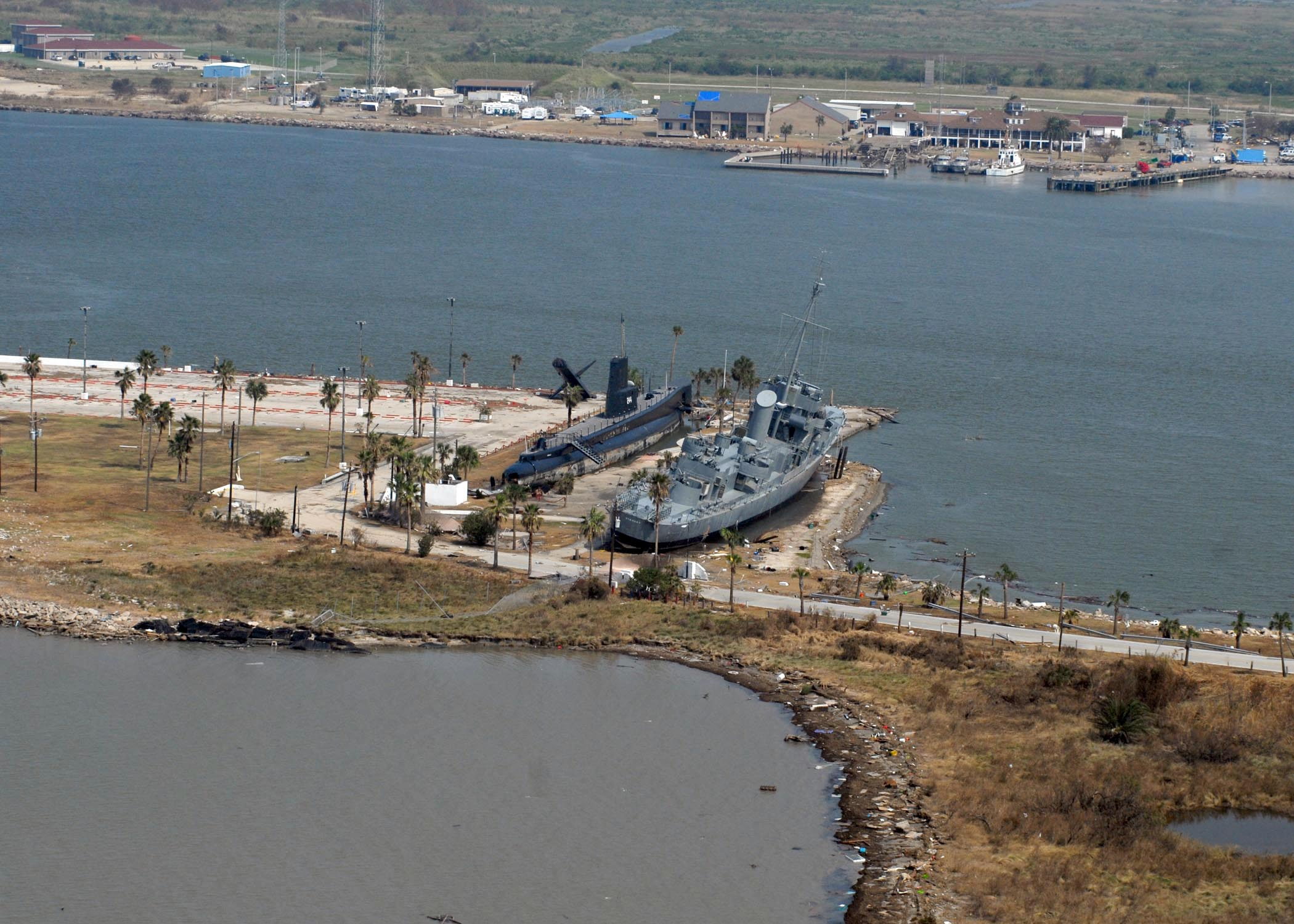
Seawolf Park
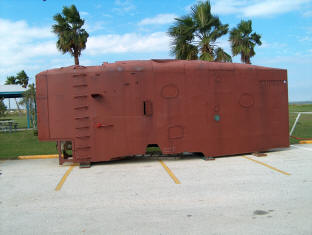
Kiosque